# Râul Ocnișoara
Râul Ocnișoara este un curs de apă, afluent al râului Pănade. 